# اوتلو ترومبتا
اوتلو ترومبتا (انگلیسی: Otello Trombetta؛ زادهٔ ۱۳ اکتبر ۱۹۱۵) بازیکن فوتبال اهل ایتالیا است.
از باشگاه‌هایی که در آن بازی کرده‌است می‌توان به باشگاه فوتبال آ.اس. رم اشاره کرد.